# Escena (artes escénicas)

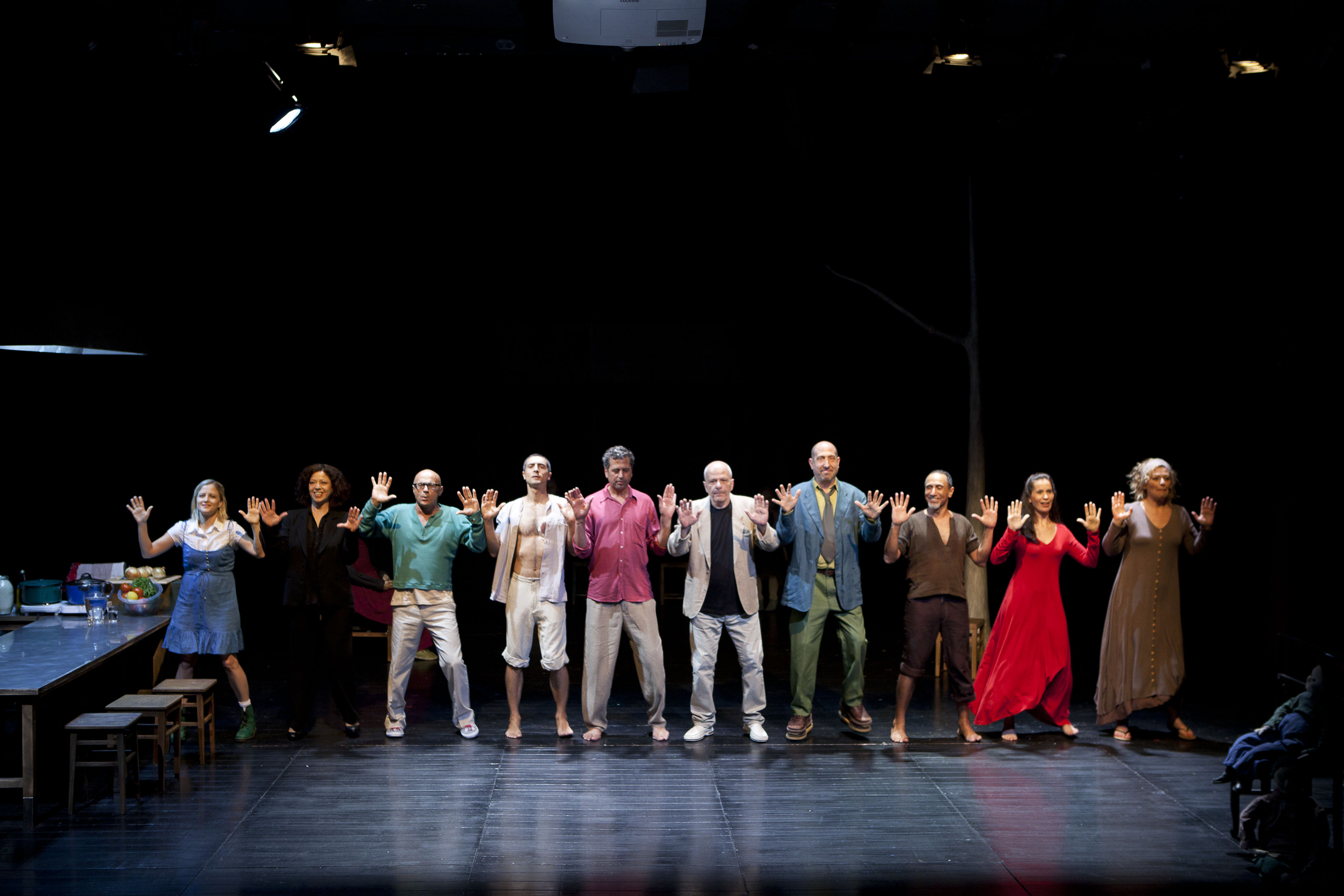
Representación de una obra en el teatro Haifa.

Una escena es una unidad de acción como subdivisión de una obra dramática donde hay cambios de personajes, escenografía y más, y específicamente de un acto, pudiendo considerarse en teatro, ópera, cine, etc, la división más pequeña.

## Origen histórico
En el primitivo teatro, la escena, como espacio escénico, quedaba referida al lugar, por lo general una tienda de lona o un camarín entre cortinajes, donde los actores cambiaban sus ropajes o máscaras; solía encontrarse detrás de la franja del conjunto del escenario conocida como «orchestra». No obstante, la denominación de escena podía aplicarse a otros diferentes sectores, o progresivamente ha ido dando nombre a otros aspectos relacionados con la dramaturgia y su realización.

## Tipos de Escena

### Escena cómica, trágica y satírica
Concebidas en el teatro griego como los tres modelos básico pintados, la escena cómica solía representarse o decorarse con pinturas o dibujos figurativos de casas, ventanas, miradores, jardines, plazas, etc. La escena trágica, por el contrario, representaba cuevas, chozas o cabañas, bosques, paisajes montañosos más o menos escarpados o arbolados. En la satírica, las pinturas mostraban elementos arquitectónicos clásicos (columnas, cornisas, frontispicios, estatuas, o conjuntos palaciegos.

### Escena francesa
Una «escena francesa» es una escena en la que el principio y el final están marcados por un cambio en el número de personajes a escena, en lugar de que se apaguen y enciendan las luces, o se cambie el decorado.

### Escena obligatoria
Con origen en la «escene à faire» francesa, una escena obligatoria es una escena (por lo general, muy cargada de emoción), anticipada por el público y finalmente concedida o resuelta por el guionista o dramaturgo. Entre los ejemplos más clásicos del teatro suele citarse, en la obra de Shakespeare, la escena en que Hamlet se enfrenta a su madre.

### Escenas diferenciadas
Además de las comentadas, los manuales dejan noticia de otras escenas diferenciadas, así por ejemplo: la escena compartida (cuando no hay un solo protagonista sino el lucimiento de varios personajes); la escena de conjunto, muy habitual en escenas finales y casi obligada en la zarzuela y la ópera; “escena fija”, común al teatro medieval; o las evidentes, por su enunciado, “escena muda”, “escena quieta”, “escena de masas”, “escena giratoria”, “escena exterior o de interior”, “escena paralela” o “escena dinámica”, entre otras diversas variantes.

## Expresiones relacionadas
La jerga teatral ha generado varias expresiones o frases hechas en torno al término escena. Así por ejemplo, el conocido grito “¡A escena!” con el que los asistentes del regidor (el antiguo traspunte o ‘avisador’) o el propio regidor reclaman a los actores y anuncian entre bambalinas o en el pasillo de camerinos; o la expresión «en escena», referida al espacio o área de representación. estar en escena; similar, pero relacionada con el actor en vez de con el espacio escénico, se construyen frases clásicas como «estar en escena» o «pisar la escena». Y referido al conjunto de la representación: «poner en escena».